# X (ゲーム)
『X（エックス）』は、1992年5月29日にゲームボーイ用ソフトとして任天堂より発売されたコンピュータゲームソフトである。
18年後の2010年に続編『X-RETURNS』がダウンロード販売限定で登場した。
ニンテンドーDSiウェアで配信された『スターシップディフェンダー』（2010年）、『リフレクト ミサイル』（2010年）と世界観を共有する。

## 概要
ワイヤーフレームで表現される三次元空間を舞台に、自機である多目的戦車VIXIVを操作して司令官から送られるミッションをこなしていく。全部で10種類あるミッションの内容は多岐に渡り、指定された敵の撃破から物資の輸送、基地の防衛など様々なバリエーションに富んでいる。
技術的には、カセット内にいわゆるカスタムチップを搭載したりはせず、ゲームボーイ本体CPUの処理能力だけで、完全なリアルタイム3Dゲームを実現している点が最大の特徴である。描画負荷を抑えるためグラフィックの描画はワイヤーフレーム（ただし隠線処理は行われている）による描画だが、ゲームの処理は全て3次元で行われている。このため、フィールド内では前後左右の向きや、高さといった概念が存在し、それら立体空間を生かしたミッションが用意されている。この技術はイギリスのゲーム制作会社アルゴノートソフトウェアにより開発された（スーパーファミコン用ソフト「スターフォックス」の開発にあたって、任天堂に3D技術を提供したのが同社である）。

## ゲーム内容

### VIXIV（ヴィクシヴ）について
このゲームで操作する自機。「コクピットのフロントガラスから見た視点」が常に使われる。
- 十字キーを上に押すと前進する。速度調整はギア方式で、STOP（停止）・LOW・MED・HIGHの順に速度が上がる。十字キーを上に押し続けると最高速度のTURBOになるが「燃料（後述）」を必要とする。十字キーを下に押し続けるとバックも可能。
- 十字キーの左右は押した時間だけ旋回を行う。フロントガラス真下のコンパスに「E（東）・W（西）・S（南）・N（北）」の方角が表示されている。自機が向いている方角の把握は非常に重要な要素となる。
- フロントガラスすぐ下のコンパスの左右にある斜線は「接近探知機」であり、黒い斜線が白く表示されればされるほど敵機が近くにいることを示す。すぐ近くにいる場合は探知機が点滅する。
- 中央下の「レーダースクリーン」には、自機を中央としたレーダーが表示される。黒い部分は画面上に見える視界内。白いドットはオブジェクト。点滅するドットは敵機。
- フロントガラス右端のシールドメーターはVIXIVの耐久力となっている。表示されているのはシールド8つ分であり、さらに本体の装甲が1つあるため、合計で耐久力は9個分。敵の攻撃などで減った分は白いマス目が黒く表示され、シールド8つと本体の装甲1つが全て破壊されるとゲームオーバーになる。ただし、トレーニングモード（後述）ではシミュレーターを使用していることになっており、ゲームオーバーにはならない。
- フロントガラス上側のタイマーは制限時間を示しており、およそ1秒につき表記上での00:10程度経過する[注釈 2]。時間経過中は白数字で表示され、時間経過停止中・制限時間適応外においては黒数字で表示される。
- Aボタンを押すと、基本の攻撃手段「レーザービーム」を発射する。画面中央の照準に向かって飛ぶ。標的が射程範囲内にいると照準の周囲にエーミングカーソルが出現し、この時に撃つと命中する。標的に当たると効果音を発し、金属音の場合は何度命中させても破壊できないが、それ以外は何回も撃ち込むことで破壊可能。
- Bボタンを押すと、「レーダー基地」で装備した強力な兵器を使用できる。レーダー基地とそこで装備できる兵器については後述。
- 敵を倒したりオブジェクトを破壊するとアイテムが出現する。入手するには、アイテムに対して正面から接近すればよい。至近距離まで近づいて画面内に納めると「トラクタービーム」が照射されて自動的に拾える（至近距離でシャッターが自動的に押されるカメラで撮影するような感覚）。
- また、ミッションの目標物を探索する機能もある。「ファインダー」と呼ばれるこの機能は、画面下に白い矢印が出現するもので、常に中央に矢印が来るよう調整して進めば目標物にたどり着ける。VIXIVが目標物に近づくほどファインダーの動きが精密になる。探知できる範囲は目標物によって異なる。
- 右下のマス目は「グリッドスクリーン」であり、簡易な全体マップの役割を果たす。現在地・通過した事のある地域・レーダー基地の場所が表示されている。ミッションによっては、ニュークリアサイロの場所・敵機から攻撃を受けているレーダー基地の場所を点滅して表示する場合がある。テタムス2は正方形のマップで構成され、これを8つのエリアに分けている。このエリア番号が、ミッションで発生した敵機などの捜索の大きな手がかりとなる。もしもマップの端に行くと反対側から出てくる。
- スタートボタンを押すとポーズがかかるが、この時「ペーパーマップ」が表示される。グリッドスクリーンより細かいマップとなっており、各施設の場所も記されている。
- 全部で4か所ある「トンネルエントランス」から地下のトンネルを通過して移動することも出来る。トンネルで移動している最中は敵機と遭遇せず、ミッションに制限時間がある場合も時間が経過しない。ただし、壁に激突するとダメージを受ける。普通の壁ならばダメージを受けながらでも前進できるが、金網に引っかかるとダメージを受ける上に跳ね返されてしまうため、ぶつからないよう軌道の修正が必要である。トンネル内では速度計がTUNNEL表示となり、原則的にスピード調整ができない[注釈 3]。
- 飛行機能も持ち、あちこちに点在するピラミッド型のオブジェまたはトンネルエントランスの背面部分にTURBOスピードで突っ込む事で離陸し、飛行することができる。飛行中は速度計がFLIGHT表示となり、TURBOスピードのまま調整が出来ず、燃料（後述）が必要となる上、地上にあるオブジェクトの一部が確認できなくなる。また、空中で敵機などに接触すると飛行状態が解除されて着地する。飛行中の高度はフロントガラス左端にある高度計で判別できる。

このように、スペースタンク「VIXIV」の操作は（ゲームボーイ用ソフトにしては）複雑かつ多彩な機能を持つため、操作をマスターするためのトレーニングモードがある。決められたメニューを順番にこなす必要があり、それぞれマスターしないと次のメニューを練習できないが、取扱説明書が無くても自然に操作を覚えられるようになっている。
本編のテタムス2でのミッションに進むためには、トレーニングモードを完全にクリアする必要がある。一度トレーニングをクリアしていれば、次回からは直接本編に進める（トレーニングのやり直しも可能）。

### アイテム
獲得するとミッションを有利に進められるアイテムは次の4つ。
シールドマッシュルーム
キノコの形をしたアイテム。ダメージを受けたシールドを1マス分回復する。このアイテムはレーザーで破壊することが可能で、ミサイル・燃料・シールドマッシュルーム・コインのどれかにランダムで変えることができる。ただし、コインに変わる確率は極端に低い。
ミサイル
レーダー基地（後述）で装備する特定の兵器の使用に必要なアイテム。8本まで装填可能。
燃料
TURBO速度や飛行状態となるために必要なアイテム。これらの状態では燃料が少しずつ減っていく。このアイテムを取ることで、1マス分回復できる。満タンだと4マス分になる。
コイン
シールド・ミサイル・燃料の全てを完全に補給する、希少価値の高いアイテム。

### 利用できる施設
ミッションをこなすために兵器や物資を補給する施設などが存在する。制限時間があるミッションの場合、いずれの施設に入った場合でも内部では時間が経過しない。
レーダー基地
全部で8か所に点在し、1か所の基地につきシールド・ミサイル・燃料をそれぞれ1個分だけ補給できる（ただし一度補給しても、次のミッションではまた補給できるようになる）。また、4種類ある兵器を選んで装備することも可能（詳しくは後述）。どの方角からでも基地に入れるよう、基地の前方には2本のゲートがある。このゲートの間で停止してから旋回すれば、基地の入口にまっすぐ入ることが可能。
また、ミッションに必要な情報が中央のスクリーンに表示される。時間制限があるミッションの場合、残り時間20:00以下で「残り時間、あとわずか…」の、残り時間10:00以下で「残り時間、あとわずか!!」の警告がそれぞれ表示される。
トンネルエントランス
前述のトンネル移動のための入口。常にゆっくりと回転しているため、タイミングよく突入する必要がある。背面部分は坂になっているため、ピラミッドと同様に飛行するための滑走路にもなる。
ジャンクション
4本のトンネルが集まる施設。行き先のトンネルを指定して利用できるほか、シールド・ミサイル・燃料のどれか1種類だけを指定して1度だけ全補給できる（次のミッションではまた補給できるようになる）。
ニュークリアサイロ
特定のミッションで使われることになる重要施設。入る手順はレーダー基地と同じ。

### レーダー基地で装備できる兵器
以下の4種類から選ぶ。1度に1種類しか持ち出せない。持ち出せる回数に制限は無い。
LOCK ON
ミサイル攻撃が可能になる。敵に近づくと視界の四隅にロックオンカーソルが出現。この時にBボタンでロックオンが出来る。ロックオン中は旋回すると敵の周りを周回することになり、敵の背後を取れるようになっている。照準とエーミングカーソルもロックオンしている敵に合わせられるため、レーザーも命中しやすくなる。
射程距離内に敵がいる場合のみ「OBJECT LOCKED」と表示されており、この時にもう一度Bボタンを押すとミサイルを発射する。ただしミサイルは追尾しないため、感覚としてはロケット弾に近い。ミサイルを発射したり、セレクトボタンを押したり、敵が視界から外れたり、高度の異なる敵をロックオンした状態でレーザーを発射したり、射程距離からかなり離れたりした場合、ロックオンが解除される。
BOMB
敵が建造した地下トンネルを破壊するために作られた爆弾。Bボタンで投下するが、トンネル内での使用タイミングは司令官からの通達を遵守しなくてはならない。また地上で使用することも可能で、放物線状に投下されて着地と同時に円柱状に爆発し、爆発の高度が無制限であるため、上空の敵にも有効。破壊力はミサイルの半分よりやや上で、爆発した時に近くにいるとダメージを受ける（シールドが2マス分減ってしまう）。1度投下すると無くなってしまう兵器なので、再び使用するにはレーダー基地に戻って装備しなおす必要がある（アイテムではなく装備なので、消耗品でありながら補給回数に制限はない）。
JETPAC
空中戦をより効率よく行うためのオプション。TURBOスピードで走行中にBボタンを押すだけで飛行状態となる。燃料が必要な点は通常の飛行と同じ。TURBO以外の状態でBボタンを押しても一瞬だけ浮くが、その場合はスピード不足のため飛び上がれない。
HIGH-EX
最終ミッションで使用することを目的とした最終兵器。Bボタンで巨大なミサイルを発射できる。ロックオンは不要で、大きく放物線状に発射されて着地と同時にかなりの広範囲にわたって円柱状に爆発する。しかし使用にはミサイルが8本必要であり、着弾するとあまりにも大きい破壊力のためVIXIVのシールドも8マス分減ってしまう（シールドにわずかでもダメージを受けているとその時点でゲームオーバー）。

## 設定

### ストーリー
宇宙世紀XXXX年、増えすぎた人類は地球上に住むべき場所を失っていた。そのため新たな安住の地を探すことになり、環境が地球に似た惑星テタムス2を発見する。さらに、高いエネルギーをもつ鉱物「パワークリスタル」の発掘に成功し、そのエネルギーを活用する施設である「ニュークリアサイロ」を建設。人類の未来は明るいものと思われた。だがその後に地球に届いたのは、パワークリスタルを積んだ輸送船がエイリアンの軍から攻撃を受けて撃墜されたという緊急事態の知らせであった。この惑星を拠点に宇宙の侵略を目論むエイリアンを撃退するべく、地球からスペースタンク「VIXIV」がテタムス2に向かった。

### ステージ構成
各ミッションはそれぞれ異なったクリア条件があり、それを満たすとミッションを完了できる。逆にゲームオーバー条件もあり、これに当てはまるとVIXIVのシールドが残っていてもゲームオーバーとなる。
遂行中に集めたアイテムは次のミッションに引き継げる（トレーニングモードからミッション1への引き継ぎも可能。またシールドは新たなミッションが始まるたびに全回復する）。それ以外の、基地や敵軍などの状態は次のミッションが始まるとリセットされる。そのため、1つのミッションで破壊したものが次のミッションでそのままになっていることは無い（各ミッションにしか無い物を除く）。
ミッション1（このミッションをクリアもしくはゲームオーバーになると、集めた☆の数はリセットされる）
まずは地球からワープトンネルを通過してテタムス2に向かう所から始まる。
テタムス2に到着した後は、制限時間60:00以内に撃墜した輸送船に積まれていた「パワークリスタル」を回収して、「ニュークリアサイロ」まで届けるのが目的。
レーダー基地では、パワークリスタルのあるエリアを教えてくれる。回収後は、ニュークリアサイロのあるエリアを教えてくれる。
ファインダーが指し示す目標は、パワークリスタルである。回収後は、ニュークリアサイロになる。
時間切れになるとゲームオーバー。
このミッションを完了させた場合、「☆」は送り届けたパワークリスタルの個数 (1) が、「☆小」は破壊した敵の数が、それぞれ支給される。
ミッション2（コンティニューには☆が1つ必要）
制限時間70:00以内に敵軍が仕掛けた「時限爆弾」を全て破壊するのが目的。
レーダー基地では、時限爆弾の残り個数・時限爆弾のあるエリアを教えてくれる。
ファインダーが指し示す目標は、時限爆弾である。
時間切れになるとゲームオーバー。
このミッションを完了させた場合、「☆」は破壊した時限爆弾の数 (5) が、「☆小」はそれ以外に破壊した敵の数が、それぞれ支給される。
ミッション3（コンティニューには☆が2つ必要）
敵軍が送り込んだ「ヒューマノイドタンク」を全て破壊するのが目的。ヒューマノイドタンクはレーダー基地を狙っている。
レーダー基地では、残り基地数・直前に破壊された基地のあるエリアを教えてくれる。このミッションはシステム上の時間制限は無いが、実質時間が限られている。そのため、レーダー基地の数が残り4つ以下なら通常の残り20:00相当の、残り2つ以下なら通常の残り10:00相当の警告をそれぞれ表示する。
ファインダーが指し示す目標は、ヒューマノイドタンクである。
全ての基地が破壊されるとゲームオーバー。
このミッションを完了させた場合、「☆」は破壊したヒューマノイドタンクの数 (2) +残ったレーダー基地の数の合計が、「☆小」はそれ以外に破壊した敵の数が、それぞれ支給される。
ミッション4（コンティニューには☆が3つ必要）
制限時間60:00以内に無数に点在する「エイリアンベース」のどこかに捕らわれた科学者「ドクターやまの」を救助して、「ニュークリアサイロ」に送り届けるのが目的。事前に顔写真を紹介されるが、顔が異なる偽者も潜んでいる。
レーダー基地では、エイリアンベースのあるエリアを教えてくれる。本物の科学者の救出後は、サイロに向かうよう指示する。
ファインダーが指し示す目標は、エイリアンベースである。本物の科学者の救出後は、ニュークリアサイロになる。
時間切れになるとゲームオーバー。
このミッションを完了させた場合、「☆」は破壊したエイリアンベースの数+救助した科学者の人数 (1) の合計が、「☆小」はそれ以外に破壊した敵の数が、それぞれ支給される。
ミッション5（コンティニューには☆が4つ必要）
敵軍が建設した「エイリアントンネル」を破壊することが目的。このトンネルに入る手順はレーダー基地と同じ。BOMBを正しい場所に落として、制限時間03:00以内に出口までたどり着くことで破壊できる（この時は例外的にトンネル内でも残り時間が経過していく）。
レーダー基地では、エイリアントンネル入口のあるエリアを教えてくれる。
ファインダーが指し示す目標は、エイリアントンネルである。
間違った場所でBOMBを落としたり、トンネル内で時間切れになるとゲームオーバー。
このミッションを完了させた場合、「☆」は破壊したエイリアントンネルの本数 (2) が、「☆小」はそれ以外に破壊した敵の数が、それぞれ支給される。
ミッション6（コンティニューには☆が5つ必要）
故障したニュークリアサイロの修理に必要なリアクターロッドを運ぶ「トラック」が制限時間50:00以内にサイロに到着するよう護衛するのが目的。トラックは自動操縦だがVIXIVが近くにいないと動かない。道中では巨大昆虫「インセクト」がトラックを狙っている。
レーダー基地では、トラックを守るよう警告される。
ファインダーが指し示す目標は、トラックである。
トラックが1台でも破壊されたり、時間切れになるとゲームオーバー。
このミッションを完了させた場合、「☆」は破壊したインセクトの匹数が、「☆小」はそれ以外に破壊した敵の数+送り届けたリアクターロッドの個数 (4) の合計が、それぞれ支給される。
ミッション7（コンティニューには☆が6つ必要）
制限時間50:00以内に「リアクターロッド」を「スーパーグライダー」から取り戻し、「ニュークリアサイロ」に送り届けるのが目的。
レーダー基地では、スーパーグライダーを発見したエリアおよび、そのエリアにいるスーパーグライダーが現在向かっている方角を教えてくれる。
ファインダーが指し示す目標は、スーパーグライダーである。全リアクターロッドの回収後は、ニュークリアサイロになる。
時間切れになるとゲームオーバー。
このミッションを完了させた場合、「☆」は破壊したスーパーグライダーの台数 (4) が、「☆小」はそれ以外に破壊した敵の数+取り返したリアクターロッドの個数（4）の合計が、それぞれ支給される。
ミッション8（コンティニューには☆が7つ必要）
制限時間15:00が過ぎると羽化する「サナギ」を全て破壊するのが目的。全部で5つあり、制限時間が過ぎるとサナギが一斉にバタフライに羽化し、レーダー基地を狙う。
レーダー基地では、サナギのあるエリアを教えてくれる。時間切れになると、バタフライを発見したエリアおよび、そのエリアにいるバタフライが現在向かっている方角を教えてくれる。
ファインダーが指し示す目標は、サナギである。時間切れになると、バタフライになる。
全ての基地が破壊されるとゲームオーバー。
このミッションを完了させた場合、「☆」は羽化してから破壊したバタフライの匹数+残ったレーダー基地の数の合計が、「☆小」はそれ以外に破壊した敵の数が、それぞれ支給される。
ミッション9（コンティニューには☆が8つ必要）
制限時間16:55以内を目安に「クルーズミサイル」を全て破壊するのが目的。3本セットで発射されており、一定の軌道を飛びながら、最終的にはニュークリアサイロに突っ込み破壊する。
レーダー基地では、クルーズミサイルを発見したエリアおよび、そのエリアにいるクルーズミサイルが現在向かっている方角を教えてくれる。
ファインダーが指し示す目標は、クルーズミサイルである。
ニュークリアサイロが破壊されるとゲームオーバー。
このミッションを完了させた場合、「☆」は破壊したクルーズミサイルの本数 (3) +残ったニュークリアサイロの数 (1) の合計が、「☆小」はそれ以外に破壊した敵の数が、それぞれ支給される。
ミッション10（コンティニューには☆が9つ必要で、最終ミッションである）
制限時間30:00以内に「マザーシップ」を破壊するのが目的。マザーシップは見えないバリアで覆われており直接近づけないうえ、ほとんどの攻撃が通用しないため、唯一通用するHIGH-EXが必須になる。敵軍が総動員され、レーダー基地やジャンクションを破壊する兵器が大量投入されるほか、トンネルエントランスは近づいただけで破壊される。残存するレーダー基地からHIGH-EXを調達して、発射に必要なミサイルを集める必要がある。
レーダー基地では、誤った条件でHIGH-EXを使用しないよう警告される（仕様上ダメージを受けたまま使用すると着弾した時点でシールド切れとなりゲームオーバーになるため）。
ファインダーが指し示す目標は、マザーシップである。
時間切れになるとゲームオーバー。
マザーシップを破壊した後は、ワープトンネルを通過して地球へ帰還することで全ミッションが締めくくられる。この時は障害物に激突してもダメージを受けないため、ゲームオーバーにはならない。

## キャラクター

### 敵機・敵キャラクター
ライトタンク
「‖」型の弾丸を撃つ戦車（例外的に弾丸を撃たない機体もミッションによっては極少数存在する）。破壊すると燃料を落とす。ミッションが進むほど移動スピードを増していく。
スモールタンク
「‖」型の弾丸を撃つ戦車（例外的に弾丸を撃たない機体もミッションによっては極少数存在する）。破壊するとシールドを落とす。ミッションが進むほど移動スピードを増していく。
スキマー
ふらふらと飛行しながら体当たりをする三角形をした戦闘機。ミッション4からは「●」型の弾丸を撃つ（例外的に弾丸を撃たない機体もミッションによっては極少数存在する）。VIXIVの高度を感知し、同じ高度を狙って追いかけてくる。破壊するとミサイルを落とす。
戦闘機
多少耐久力が高い以外はスキマーとまったく同じ。高度を感知し、同じくミッション4では「●」型の弾丸を撃つ。破壊するとミサイルを落とす。
弾丸
特定の敵が発射してくる弾。追尾性能はないが、破壊できない。「‖」型は主に戦車が搭載しており、序盤は低速かつ射程も短いが、ミッションが進むごとに弾速と射程が上がる。「●」型は主に戦闘機が搭載しており、どのミッションでも速度や射程は変わらないが弾速は速い。
パワータンク
耐久力が非常に高い戦車。序盤はVIXIVには構わず移動しているだけだが、ミッション3からはVIXIVに近づきながら「‖」型の弾丸を撃つ。破壊すると搭載していたスキマーが出てくる。
スパイダー
蜘蛛型戦車。攻撃はせず、レーザーで攻撃をすると素早く逃げ去っていく。例外的に、ミッション4ではVIXIVに近づきながら「‖」型の弾丸を撃ち、レーザー1発分の耐久力しかない。どちらの場合でも、破壊するとBOMBを落としてダメージを与えてくる。BOMBはVIXIVが使用するものと同一で、敵味方問わず範囲内のオブジェクト全てにダメージを与える。
BOMB
VIXIVがレーダー基地で装備する兵器であり、スパイダーなどの一部の敵が倒したときにも落とす。地面に着弾すると爆発する。爆発範囲外ならダメージは受けない。一種の弾に過ぎないが、システム上は敵キャラクターとして扱われ、レーダーや接近探知機に敵として感知されるほか、これが爆発した分もミッション完了の時に集計される「倒した敵の数」に数えられる。
時限爆弾
ミッション2での破壊目標。エイリアン軍が仕掛けた爆弾。これ自体は何もしないが、レーザーでは破壊できない。破壊するにはミサイルやBOMBが必要。
特有のグラフィック演出として、残り時間が10:00を下回ると、爆弾の上部にワイヤーフレームで数字が表示される。この数字は00:10あたり1カウントとされているため、例えば残り時間が09:80の段階だと爆弾の上部にワイヤーフレームで「98」の数字が出る。
ヒューマノイドタンク
ミッション3での破壊目標。レーダー基地を破壊するために開発された人間型戦車。素早く歩きながら、軌道にあるものはVIXIVを除けば敵味方・オブジェクト問わず全て、体当たりの一撃で壊していく。レーザーが効かず、ミサイルでは破壊に4発を必要とする。ミッション3では進行ルートに沿って進軍していくため、最短距離に別の基地があっても進行ルートを優先して無視することがある。ミッション10では大量に配備された機体が多くのレーダー基地やジャンクションを個別に狙っている。個体によって歩行速度が異なり、MED程度で併走できるもの・MED-HIGHの中間速度で移動するもの・HIGH-TURBOの中間速度で移動するものがいる。
マイン
地雷をモチーフにした爆弾。その場でゆっくり上下しながらVIXIVを待ち構え、近づくと円柱状に爆発して、一定範囲内へ高度無制限にダメージを与えてくる。破壊すると搭載していたスキマーが出てくる（爆発した場合は出てこない）。接近してはいけない敵であるため、レーダーで映る範囲に近づくと警告が出る。
ミサイルランチャー
砲身を回転しながらミサイルを撃ってくる固定砲台。あらゆる攻撃が有効な敵の中では最も耐久力が高く、ミサイルでも一発では破壊できない。破壊するとミサイル・燃料・シールドのうち1つをランダムで落とす。発射してくるミサイルが危険であるため、レーダーで映る範囲に近づくと警告が出る。ただし、この警告はランチャー本体ではなく発射されたミサイルに反応して表示される。
ミサイル
ミサイルランチャーから発射されるミサイル。「✳」の形をしており、VIXIVが発射するミサイルとは異なる。やや気まぐれに追尾する上に射程距離が長くダメージも大きいが、上空に飛んで来ることはなく地上を這うのみ。レーザーで破壊可能。これ自体もシステム上は敵キャラクターとして扱われ、レーダーや接近探知機に敵として感知されるほか、これを破壊した分もミッション完了の時に集計される「倒した敵の数」に数えられる。
エイリアンベース
ミッション4での破壊目標。ドクターやまのを捕らえておく簡易基地。非常にたくさんの数があり、敵が隠れていたりアイテムがあったりもする。耐久力は高いが、レーザーも有効。
メタルクリーチャー
エイリアンベース内部に隠れて待ち伏せをする蜘蛛型戦車。ベースを破壊すると出現して、執拗に追跡しながら「‖」型の弾丸を撃ってくる。レーザーでは破壊できない。破壊するとミサイルを落とす。
科学者の偽者
救助目標である「ドクターやまの」の偽者であり、エイリアンベースで待機している。間違えてニュークリアサイロに送り届けると、顔の違いを指摘されて本物を救出しなおすよう警告される。あとから本物を救助して追い出した場合は、すぐに破壊しないとスパイダーに変身する（変身前に破壊した場合、アイテムなどは落とさない）。
エイリアントンネル
ミッション5での破壊目標。地下から攻撃するために完成させたトンネル。たまにランダムのタイミングでテレポートタンクがここから出撃してくる。入り方はレーダー基地と同じだが、開閉する扉にぶつかるとダメージを受ける。破壊するには内部に潜入し、矢印が表示されるタイミングでBOMBを投下した後に脱出する必要がある（既にBOMBを落としたトンネルへ入ることはできない）。
接近探知機には敵キャラクターとして反応するが、レーダーには敵キャラクター（点滅）ではなくオブジェクト（点灯）として反応する。
テレポートタンク
エイリアントンネルから出撃してくる新型戦車。素早く移動しながら「‖」型の弾丸を撃ってくる。レーザーで攻撃すると瞬間移動する（ダメージは与えられる）。ミッション6・8・10でも最初からフィールドに配置されており、特にミッション6・8ではレーザーへの耐久力が非常に高い（ミッション6では攻撃はしない）。破壊するとシールドを落とす。
巨大ナメクジ（仮）
ニュークリアサイロからの放射能漏れによって巨大化した虫。攻撃は体当たりのみ。移動速度はきわめて遅く、耐久力もほとんどない。破壊するとミサイルを落とす。
インセクト
ミッション6で、トラックを襲う性質を持った凶暴な昆虫。ジャンプしながら移動するうえにレーザーではダメージを与えられないが、レーザーを当てると動きを止めるため、その間にミサイルで破壊できる。軌道にあるものに激突すると、敵・オブジェクト問わずダメージを与える性質を持ち、特にトラックへの襲撃を優先するが、トラックを捕捉していない場合はVIXIVを狙う。トラックにダメージを与えた場合、そのインセクトは自滅する。
ラフレシア（仮）
ミッション6で特定の行動をした場合のみ出現。基本的な仕様はスキマーと同じだが、レーザーは効かず、BOMBでは2発を必要とし、ミサイルなら一撃で破壊できる。破壊するとコインを落とす。
出撃基地（仮）
ミッション7から配備され、特攻機が次から次へと出撃してくる基地。レーザーは無効（ミサイルやBOMBは有効）。破壊するとシールドを落とす。
特攻機（仮）
ミッション7から戦闘機と共に出現する。出撃基地から次々に出動し、VIXIVに特攻する（地上へは突っ込んでこない）。改良戦闘機も含めて数でVIXIVを圧倒しようとしてくる。耐久力は全ての敵機の中で最も低く、レーザーでも一撃で破壊できる。破壊すると燃料を落とす。出撃基地がなければ出現することはない。
改良戦闘機（仮）
VIXIVを執拗に追跡し、一定の高度を保ち、高速で飛び回りながら弾丸を撃つ。弾丸は「●」型。空中戦では危険だが地上へは攻撃しない。破壊するとミサイルを落とす。
グライダー（仮）
一定の範囲の上空を高速で飛び回る。VIXIVを感知しないうえに攻撃もしないが、レーザーでは破壊できず、ミサイルやBOMBでも2発を必要とする。破壊するとコインを落とす。
スーパーグライダー
ミッション7での破壊目標。奪ったリアクターロッドを運搬する、鳥のような形状の軍用機。基本的に一定の高度を保ちながら直線状に移動するが、時折方角および高度を変えることがある。VIXIVを感知することはなく、攻撃もしてこない。あらゆる攻撃が有効。
巨大幼虫
ニュークリアサイロからの放射能漏れによって巨大化した蝶の幼虫。攻撃は体当たりのみ。移動速度と耐久力に優れ、破壊すると燃料を落とす。
サナギ
ミッション8での破壊目標。巨大幼虫が成長したサナギ。何もしてこないが、制限時間が尽きるかレーザーを命中させると、バタフライに羽化する。ミサイルやBOMBならば羽化させずに破壊可能。
バタフライ
ミッション8での破壊目標。蛹が羽化した巨大蝶。ミッション10では羽化した状態で登場する。群れる習性があり、複数が羽化すると一斉に集まってくる。高度はバラバラで、不規則にふらふらと飛び回りながら、レーダー基地を見つけては、基地の周囲を旋回しながらレーザーを連射して、少しずつ確実に破壊しようとする。あらゆる攻撃が有効。
クルーズミサイル
ミッション9での破壊目標。エイリアン軍がニュークリアサイロの破壊を目的に発射した巨大ミサイル。高空から少しずつ高度を下げながらニュークリアサイロに向かっていく。ミサイルならば一撃だが、レーザーでは破壊できず、BOMBでも2発が必要。破壊するとコインを落とす。
強化BOMB（仮）
ミッション10で敵軍がトンネルエントランスの位置に設置したもので、ある程度VIXIVが近づくと爆発し、通常のBOMBとは異なりエントランスを一発で破壊する。基本的にVIXIVが直接被害を受けることはないが、ジャンクション経由でトンネルを利用した場合、脱出直後の座標がエントランス=強化BOMBの爆心地となるため、巻き込まれてダメージを受ける。ただしVIXIVに与えるダメージは通常のBOMBと同じ。
マザーシップ
ミッション10での破壊目標。エイリアン軍の旗艦。周囲を見えないバリアで覆い、近づけないようにしている。これ自体は動くことはなく、攻撃もしてこないが、周囲にはマインとランチャーが大量に配備されている。破壊にはHIGH-EXをマザーシップ周辺に着弾させる必要がある。
接近探知機には敵キャラクターとして反応するが、レーダーには敵キャラクター（点滅）ではなくオブジェクト（点灯）として反応する。
司令官
普段はミッションの内容を伝えてくれる登場人物であり、本来ならば敵ではない。ある特定の条件を満たすとフィールド上に出現し、攻撃を仕掛けてくる（ストーリーへの影響はない）。基本的な仕様はスキマー同じだが、レーザーは効かず、ロックオンもできない（BOMBなどの爆発なら破壊可能）。破壊するとBOMBを落とす。
特定の行動をした場合のみ出現する点はラフレシアと共通だが、そちらとは異なりシステム上の敵としては扱われていない。接近探知機に反応せず、レーダーにも敵ではないオブジェクト（点灯）として反応する。破壊しても、ミッション完了の時に集計される「倒した敵の数」には数えられない。

### オブジェクト
破壊すると中からアイテムが出現する、ミッション遂行に役立つオブジェクトを紹介する。
パワーキューブ
4か所に点在し、レーザーで撃つと効果音とともにシールドを1マス分回復できる。一度に5発撃つと破壊され、中からさらにシールドマッシュルームが出てくる。
ビーコン
あちこちに点在し、破壊するとシールドマッシュルーム・ミサイル・燃料・コインのうちどれか1つがランダムで出てくる。ただしコインが出てくる確率は非常に低い。
フローター
あちこちに浮かんでおり、破壊すると燃料が出てくる。ほとんどは空中にあるため、地上からのレーザーは届かないことも多い。
大木
レーザーで破壊できる。あらゆる攻撃が有効なオブジェクトとしては最高の耐久力を持ち、もっとも強力な兵器「HIGH-EX（後述）」でも一撃では壊せない。一見ただの障害物だが、ミッションによっては近くに「HIGH-EX」や「BOMB（前述）」を着弾させることでコインが出現したり、特定の敵が出現することがある。トレーニングモードでは大量に点在するが、実戦の舞台テタムス2ではわずかである。
柱
円錐状の柱。レーザーで破壊できる。耐久力は大木ほど高くないが、あらゆる攻撃が有効な標的に限ればどの敵機よりも硬い。障害物として極少数点在している。

## 音楽
入社初期の戸高一生が作曲に携わっている。
クラブニンテンドー
会員特典のオリジナルグッズ“ニンテンドーサウンドコレクション Vol.3「ルイージ」”に、本作のトンネルシーンのBGMを収録。
大乱闘スマッシュブラザーズX
BGMにトンネルシーンのアレンジ曲「X（エックス）:トンネルシーン」がある。この曲は同シリーズのディレクター桜井政博の選曲による。

## スタッフ
- ディレクター：坂本賀勇
- プログラマー、デザイナー：ディラン・カスバート（アルゴノートソフトウェア）
- グラフィック・デザイナー：杉野憲一
- 3Dシェイプ：ダニー・エメット
- 音楽：田中宏和、戸高一生
- テクニカル・サポート：出石武宏
- アシスタント・サポート：尾崎亘洋
- アディショナル・ヘルプ&デザイン：ダニエル・オーセン、野村扶二子
- 英語サポート：ダーレン・ドラブエル、イアン・クローザー、サム・リトルウッド、ジャイルズ・ゴダード
- 日本語サポート：加納誠、大澤徹、TAKASHI IMOTO、小川譲
- スペシャル・サンクス：SACHIE INOKE、山野勝也、JB YAMADA
- サンクス：トニー・ハーマン、YUKA NAKATA、トニー・スタンチク、スティーヴ・ダン
- プロデューサー：横井軍平
- エグゼクティブ・プロデューサー：山内溥

## 評価
- ゲーム誌『ファミコン通信』のクロスレビューでは、7・5・7・8の合計27点（満40点）となっている[3][5]。レビュアーの意見としては、「臨場感を出すのはゲームボーイには無理。それならせめてスーパーファミコンで、と思う人は少なくないと思う」、「内容は多少ゲーム野郎向きだけど、初心者への配慮も怠りなく、とてもグー」、「『スターラスター』マニアならきっと楽しめるハズ」などと評されている[5]。

- ゲーム誌『ファミリーコンピュータMagazine』の読者投票による「ゲーム通信簿」での評価は以下の通り18.7点（満30点）となっている[4]。

| 項目 | キャラクタ | 音楽 | お買得度 | 操作性 | 熱中度 | オリジナリティ | 総合 |
| 得点 | 2.9        | 3.0  | 3.1      | 3.0    | 3.2    | 3.5            | 18.7 |

## 備考
当時のCMでは「Xという少々厄介なソフトをご紹介しよう。マニアの方だけに、おすすめする」という、任天堂らしからぬ文言が使われていた。

## X-RETURNS
『X-RETURNS』（エックス リターンズ）とは、北米にて2010年5月31日より、日本では2010年6月30日よりニンテンドーDSiウェアで配信されている『X』続編である。公式発表のゲームジャンルが、前作のアクションからシューティングに変更された。
ゲームハードの性能はゲームボーイから大幅に上昇しているが、画面やBGMなどは意図的に元の『X』を踏襲したものが使われている。また、前作がワイヤーフレームで構成されていたのに対して、RETURNSではローポリゴンで世界観を表現している。
なお、北米では『X-Scape』のタイトルで配信されている。

### ゲーム内容
前作とシステムが幾つか変更された部分があり、例えば前作では☆の数がコンティニューで必要だったがRETURNSではセーブされた地点から条件無しで再開できるようになった他に、惑星間を繋ぐトンネルでは出口までに到達するには制限時間内で突破しないとゲームオーバーになる。金網の他に新たに三角錐のようなトラップも加えられた。敵も配置され、タイムロスとなる障害物となっている。舞台設定はゲームボーイ版『X』から20年後とされている。主人公や教官はコールドスリープに就いていた同一人物だという設定である。
一部の建造物をハッキングするとその情報を読み取ることが可能で、攻略のヒントやストーリーの背景を窺い知る事ができる。

### スタッフ
- ディレクター：ディラン・カスバート（キュー・ゲームス）
- アシスタント・ディレクター：前田和志（キュー・ゲームス）
- コーディネーション：呉服和幸（任天堂）、池端良仁（任天堂）